# Weißspitzen-Seegurke
Die Weißspitzen-Seegurke (Holothuria poli) kommt im Roten Meer und im nördlichen Atlantik, selten auch im Mittelmeer vor. Ihr Lebensraum sind primäre und sekundäre Hartböden sowie Seegraswiesen vom Flachwasser bis in größere Tiefen.

## Merkmale
Die Weißspitzen-Seegurke weist eine samtig schwarze Haut mit zahlreichen leuchtend weißen Papillen auf. Ihre Körpergröße beträgt bis zu 25 cm, der Körperquerschnitt ist annähernd zylindrisch. Auf der Bauchseite besitzt sie Saugfüßchen in drei Reihen. Die Tentakel der Weißspitzen-Seegurke enden in sternförmigen Scheiben, Cuviersche Schläuche fehlen.
Die Weißspitzen-Seegurke ernährt sich von organischem Material (Detritus), das mit den sternförmigen Tentakelenden in den Mund geschaufelt wird. Dabei wird jedoch wahllos Bodenmaterial geschluckt und erst im Verdauungstrakt selektiert. Unverdaubare Bestandteile werden über die Kloakenöffnung in Form kleiner „Sandwürstchen“ ausgeschieden.